# Tabanus hamoni
Tabanus hamoni är en tvåvingeart som beskrevs av Ovazza och Valade 1958. Tabanus hamoni ingår i släktet Tabanus och familjen bromsar. Inga underarter finns listade i Catalogue of Life.